# San Bernardo del Viento
San Bernardo del Viento ist eine Gemeinde (municipio) im Departamento Córdoba in Kolumbien.

## Geographie
San Bernardo del Viento liegt im Norden von Córdoba, 78 km von Montería entfernt. Auf dem Gebiet der Gemeinde mündet der Río Sinú in die Karibik. Die Gemeinde grenzt im Norden an die Karibik, im Osten an San Antero, im Süden an Santa Cruz de Lorica und im Westen an Moñitos.

## Bevölkerung
Die Gemeinde San Bernardo del Viento hat 36.200 Einwohner, von denen 9611 im städtischen Teil (cabecera municipal) der Gemeinde leben (Stand: 2019).

## Geschichte
Auf dem Gebiet des heutigen San Bernardo del Viento lebte vor der Ankunft der Spanier das indigene Volk der Zenú. Der Ort wurde 1776 von Antonio de la Torre y Miranda gegründet. Seit 1944 hat San Bernardo del Viento den Status einer Gemeinde.

## Wirtschaft
Der wichtigste Wirtschaftszweig von San Bernardo del Viento ist die Landwirtschaft, insbesondere der Anbau von Reis, Mais, Bananen, Maniok, Yams und Kokosnüsse. Außerdem spielen Tierhaltung, Fischerei, Holzwirtschaft und Tourismus eine wichtige Rolle.